# Circuit d'essai ferroviaire de Velim
Le circuit d'essai ferroviaire de Velim (en tchèque Železniční zkušební okruh u Velimi ou Železniční zkušební okruh Cerhenice) est un circuit fermé utilisé pour tester des locomotives, des voitures de chemin de fer, des wagons et des rames ferroviaires.

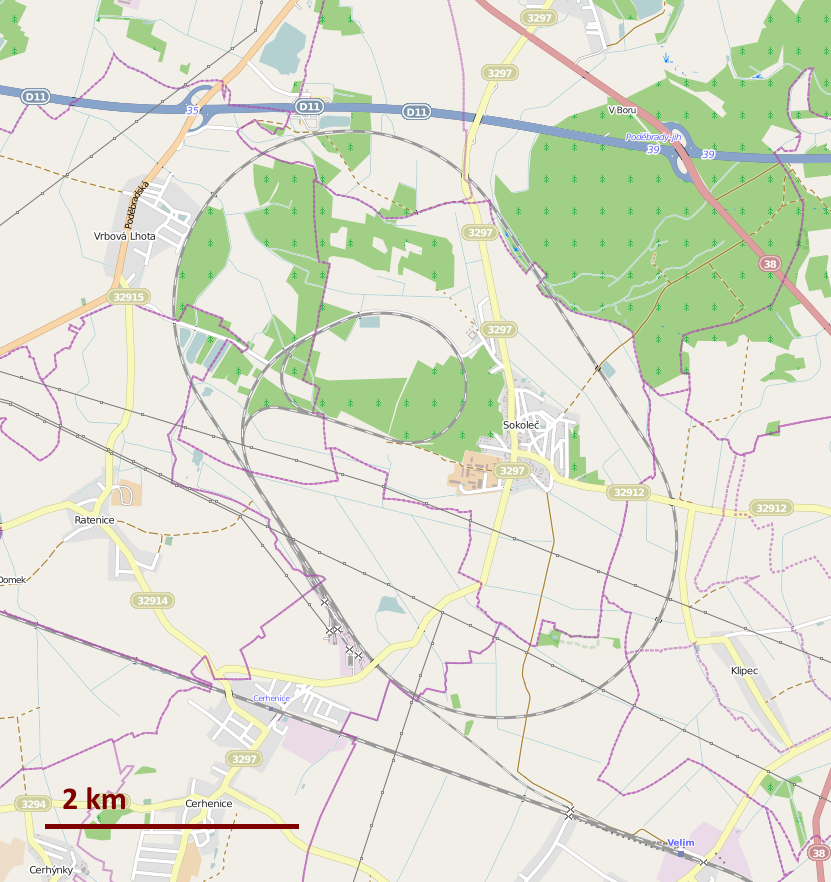
Le tracé du circuit.

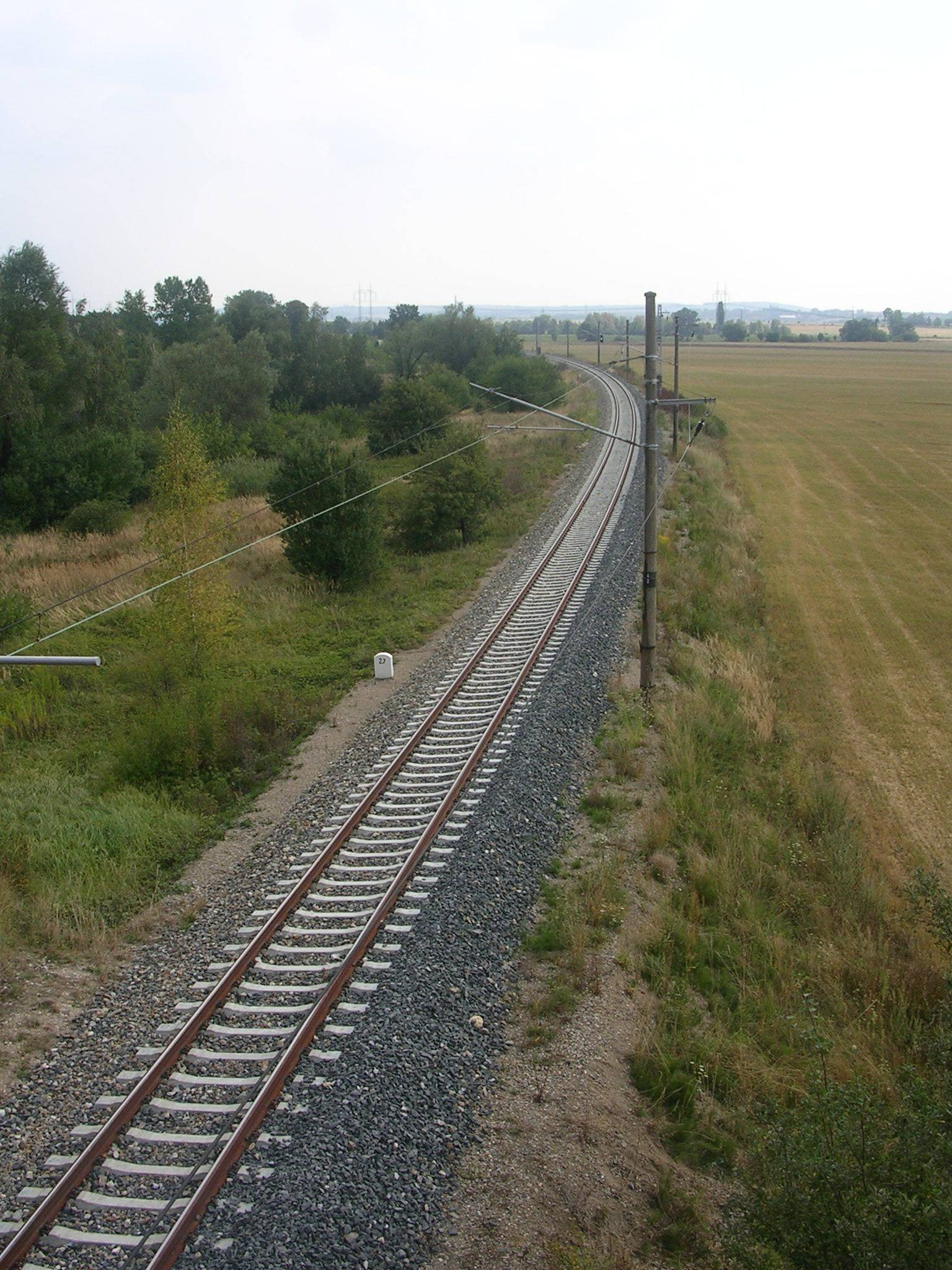
La voie du grand circuit.

Le circuit fait partie du centre d'essai de Velim (Zkušební centrum Velim), que possède l'institut de recherche ferroviaire (Výzkumný ústav železniční, VUZ), une filiale des Chemins de fer tchèques (České dráhy), l'opérateur ferroviaire historique de la République tchèque.
Le circuit a été construit près de la ville de Poděbrady, dans la région de Bohême-Centrale de la République tchèque à une quarantaine de kilomètres à l'est de Prague. Il est situé entre les villages de Vrbová Lhota, Ratenice, Cerhenice (qui comporte les installations administratives), Velim, Pňov-Předhradí et la banlieue sud de Poděbrady. Le village de Sokoleč se trouve au milieu du grand circuit. La construction du centre a été achevée en 1963.
Le circuit est devenu la principale zone d'essais de nouveaux matériels roulants ferroviaires en Europe.

## Détails techniques
Le centre d'essai possède deux circuits indépendants :
- le petit circuit d'une longueur de 3 951 m avec une vitesse maximale autorisée de 90 km/h.
- le grand circuit d'une longueur de 13 276 m avec une vitesse maximale autorisée de 230 km/h pour les trains pendulaires et de 210 km/h pour les autres trains : parmi les centres d'essais de ce type, c'est le seul à autoriser cette vitesse.

La tension électrique de la caténaire du circuit d’essai peut être basculée à volonté parmi les multiples tensions employées en Europe :
- 3 000 V cc (Italie, Belgique, Pologne, Slovénie, Slovaquie, Tchéquie)
- 1 500 V cc (France, Pays-Bas, Slovénie)
- 25 000 V, 50 Hz ca (France, Luxembourg, Espagne, Italie, Belgique, Pays-Bas, Danemark, Finlande, Grèce, Roumanie, Bulgarie, Serbie, Croatie, Macédoine, Hongrie, Slovaquie, Tchéquie, Turquie)
- 15 000 V, 16,7 Hz ca (Allemagne, Suisse, Autriche, Norvège, Suède)

Le circuit permet de tester les caractéristiques des voitures, le niveau de bruit provoqué par le roulement, la capacité à utiliser les moyens de communication et de régulation (ETCS et GSM-R) ou encore de simuler des défaillances ou des changements d'alimentation électrique.

## Histoire
C'est en 1960 que débute la construction de ce circuit d'essai décidée par l'OSJD (Organisation pour la Coopération des Chemins de Fer), organisme international liant les pays du bloc de l'Est et proches de ce dernier. Le circuit est inauguré en 1963.
Après la chute du régime communiste en Tchécoslovaquie, à la fin de l'année 1989, les compagnies de chemin de fer des pays de l'Europe de l'Ouest peuvent bénéficier de ce circuit sans équivalent dans ces pays.
Entre 2005 et 2011, le circuit et les locaux techniques sont modernisés,.

## Galerie photos

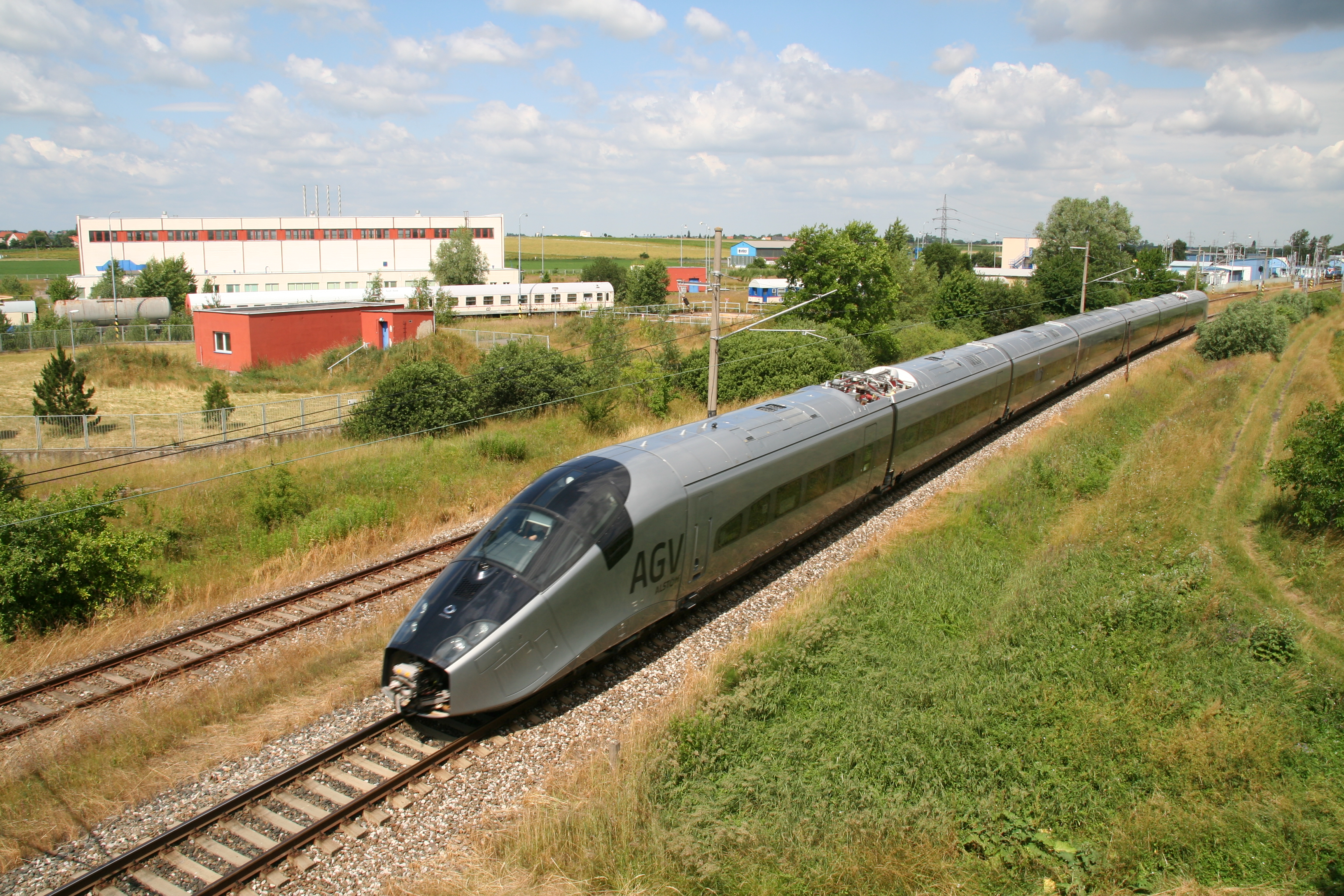
Un AGV à 200 km/h sur le circuit.
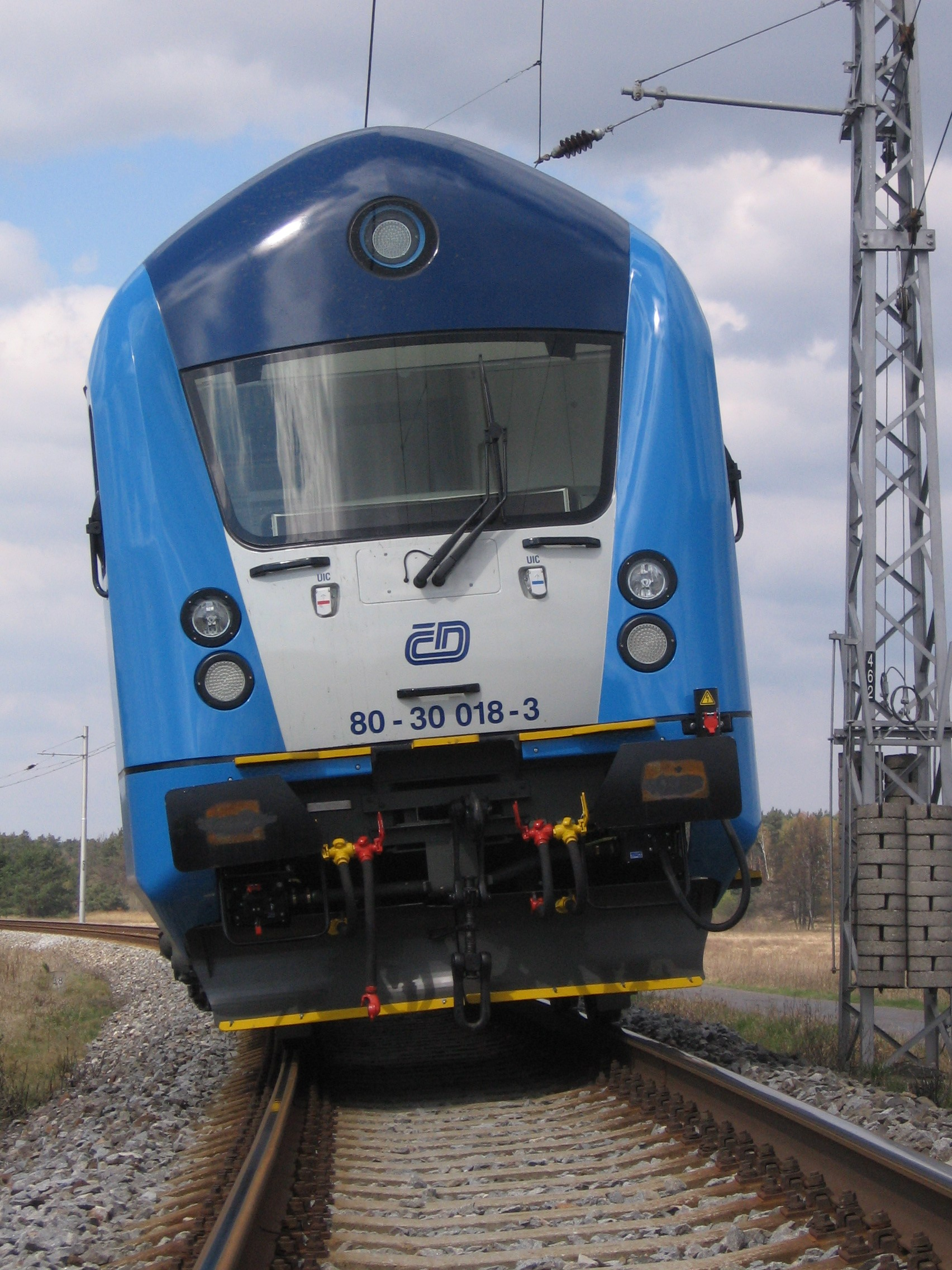
Essai de matériel pendulaire tchèque.
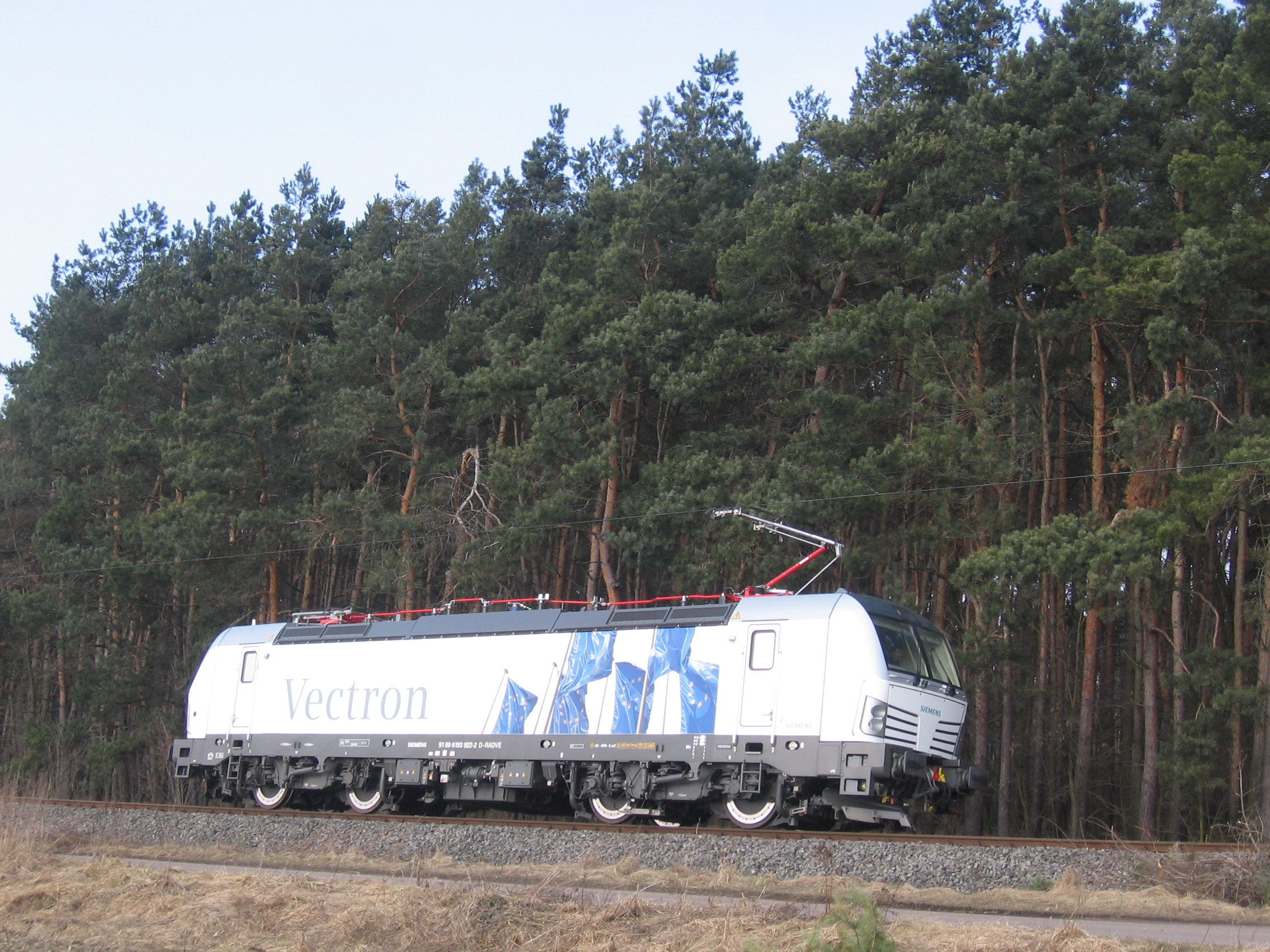
Vectron, prototype Siemens.
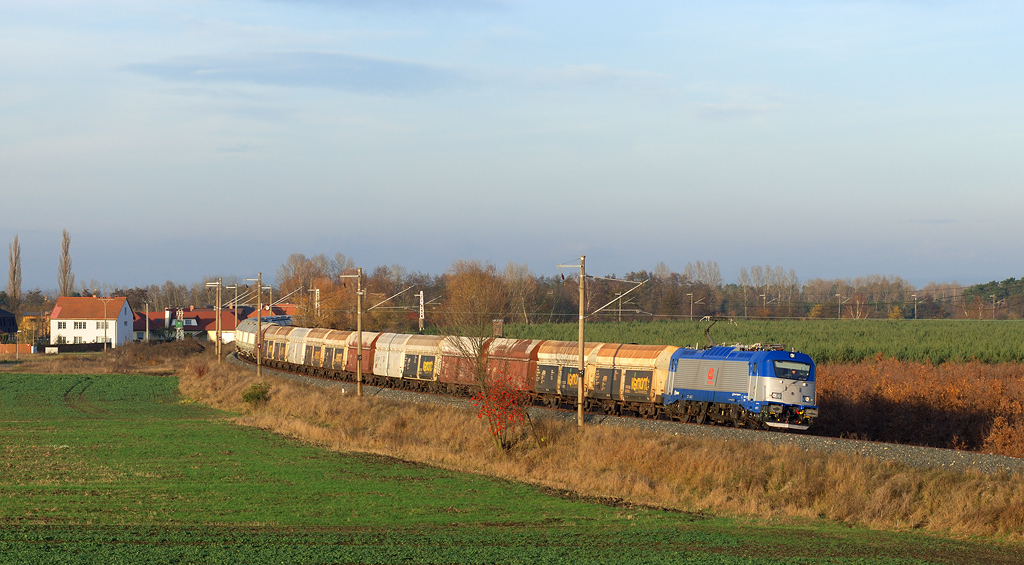
Motrice Škoda en essai de traction.